# Celson
La Celson Hi-Fi Records è stata una casa discografica italiana, fondata nel 1948 da Walter Guertler, e attiva fino agli anni sessanta, dopo essere stata assorbita dal gruppo SAAR Records nel 1958.

## Storia
Walter Guertler entrò nel mondo discografico nel 1947, fondando (insieme al fratello) l'etichetta Celson ed iniziando la pubblicazione di dischi a 78 giri di jazz e musica classica.
Nel 1951 i due fondarono un'altra piccola etichetta preesistente, la Music, che, agli inizi del 1958, venne assorbita assieme alla prima in una nuova società recentemente fondata da Walter Guertler, la SAAR (Società Articoli Acustici Riprodotti), con sede a Milano in viale di Porta Vercellina 14. In quell'occasione venne creata una nuova etichetta, la Jolly, a cui seguì qualche anno dopo la Joker.
Tra gli artisti che la Celson pubblicò sono da ricordare jazzisti come Chet Baker e Thelonious Monk e i complessi I Ribelli e I Romans.

## Dischi
La datazione qui riportata si basa sull'etichetta del disco o sulla copertina; qualora nessuno di questi elementi abbia una datazione, è basata sulla numerazione del catalogo; talora è, infine, basata sul codice della matrice di stampa. Se esistenti, sono riportati, oltre all'anno, il mese e il giorno (quest'ultimo dato si trova, a volte, stampato sul vinile).

### 78 giri
| Numero di catalogo | Anno | Interprete                                 | Titoli                                        |
| ------------------ | ---- | ------------------------------------------ | --------------------------------------------- |
| DC 1500            | 1947 | Trio di Trieste (De Rosa/Zanettovich/Lana) | A.Dvorak: Trio in Si bem. Magg. Op.99 "Dumky" |
| DC 1012            | 1947 | Trio di Trieste (De Rosa/Zanettovich/Lana) | R.Schumann: Trio in Re min. Op.63             |
| QB 7013            | --   | Coleman Hawkins and orchestra              | Ready for Love / Sportman's Hop               |
| QB 7004 A          | --   | Dizzy Gillespie                            | SALTED PEANUTS / BE-BOP                       |
| QB 7054 B          | --   | Charlie Ventura                            | WNEW Vol II                                   |

### 33 giri
| Numero di catalogo | Anno | Interprete      | Titoli                     |
| ------------------ | ---- | --------------- | -------------------------- |
| LPQ 25000          | 1958 | Thelonious Monk | Thelonious Monk            |
| LPQ 25005          | 1959 | Chet Baker      | Chet Baker Sings and Plays |

### 45 giri
| Numero di catalogo | Anno           | Interprete                           | Titoli                                                  |
| ------------------ | -------------- | ------------------------------------ | ------------------------------------------------------- |
| QB 8006            | 1960           | Roberto Sanni                        | Lasciamoci/Bambina                                      |
| QB 8008            | 1960           | Roberto Sanni e I Solitari           | Pezzettini di bikini/Ah! Ah! Ah! Ridi                   |
| QB 8009            | 1960           | Caterina Villalba                    | Sognandoti/Io vivo                                      |
| QB 8011            | 1960           | Caterina Villalba                    | Annibale/Cammina                                        |
| QB 8012            | 1961           | Roberto Sanni e Caterina Villalba    | Alta tensione/È bello vivere                            |
| QB 8013            | 1961           | Roby Guareschi e Caterina Villalba   | Rosetta/Dolce metà                                      |
| QB 8015            | 1961           | Roby Guareschi                       | Ti rompo il muso pupa/Tango amaro                       |
| QB 8017            | 1961           | Roby Guareschi                       | La grana/Peccato                                        |
| QB 8018            | 1961           | Bruno & His Brunos                   | La biondina in gondoleta/Western style (Piombo rovente) |
| QB 8019            | 1961           | Roberto Sanni                        | Piccolo indiano/Forse                                   |
| QB 8020            | 1961           | Bruno Clair                          | Baba baciami/I'm An Hold Cowhand                        |
| QB 8022            | 1961           | Bruno & His Brunos                   | Fenesta ca lucive/Funiculì Funiculà                     |
| QB 8024            | 1961           | Bruno & His Brunos                   | Midnight Sun/Too Much Chianti                           |
| QB 8025            | 1961           | Roby Guareschi                       | Tango assassino/Sbronzo                                 |
| QB 8026            | 1961           | Roby Guareschi                       | Judy/Io tu e la mela                                    |
| QB 8027            | 1961           | I Dandies                            | Color settembre/Angustia                                |
| QB 8028            | 1961           | I Dandies                            | Come in questo momento/Noche De Ronda                   |
| QB 8029            | 1961           | Bruno & His Brunos                   | Italian Theme/Pepe                                      |
| QB 8030            | 1961           | I Ribelli                            | Red River Valley/Ciu ciu                                |
| QB 8031            | 1961           | I Ribelli                            | Enrico VIII/200 all'ora                                 |
| QB 8032            | 1961           | Roberto Sanni                        | Non sei un'avventura/Running Bear                       |
| QB 8033            | 30 marzo 1961  | Caterina Villalba                    | Come è bello illudersi/Tre gocce di pianto              |
| QB 8034            | 1961           | Piero Polidori                       | Cha cha cha delle streghe/Non mi piace sognarti         |
| QB 8035            | 1961           | Piero Polidori                       | Soltanto nuvole/Ancora questa volta                     |
| QB 8036            | 1961           | I Romans                             | My love is dead/Non vuoi ballare il twist               |
| QB 8037            | 1961           | Roberto Sanni                        | Christine/Io parto per Calcutta                         |
| QB 8038            | 1961           | Elide Suligoj                        | Nadie/Quaranta notti di luna piena                      |
| QB 8041            | 1961           | I Romans                             | La tua mano/Nani e pigmei                               |
| QB 8042            | 1961           | Giancarlo Maria Longo                | Angelo mio/Al fondo della strada                        |
| QB 8044            | 1961           | Totò Savio e il suo complesso        | Balla con me/Good Night My Baby                         |
| QB 8047            | 1961           | Dandies (canta Giorgio)              | La boa/Senora                                           |
| QB 8049            | 1961           | Caterina Villalba                    | Non mi dire di no/Tre gocce di pianto                   |
| QB 8050            | 1962           | Caterina Villalba                    | Ballata della tromba/Melody                             |
| QB 8053            | 1962           | I Dandies (canta Fabian)             | Chiudi il ballo con me/Linda                            |
| QB 8054            | 1962           | I Romans                             | Habibi twist/Basta un pensiero                          |
| QB 8055            | 1962           | I Dandies                            | Nosotros/Un attimo ancora                               |
| QB 8056            | 1962           | I Dandies                            | Tutte come te/El Guajro                                 |
| QB 8057            | 12 Giugno 1962 | Jazz-Tone Parrish e il suo complesso | La Gritta Cha Cha/Covo Twist                            |